# Recinto de Amon-Rá

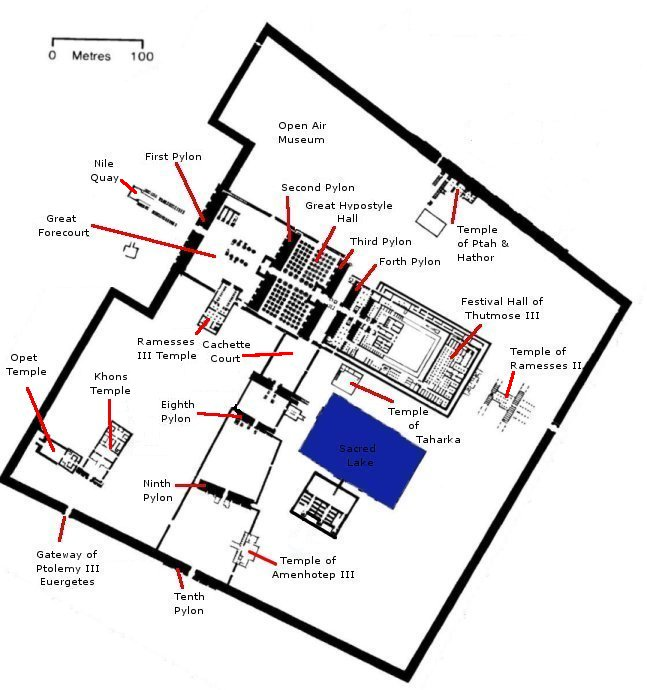
Mapa do Templo de Amon-Ra

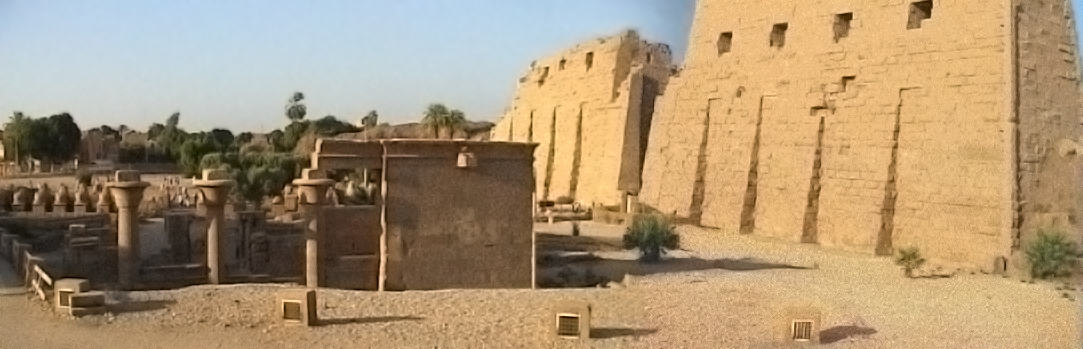
Primeiro pilone de Carnaque

O Recinto de Amon-Ra, localizado nas proximidades de Luxor, no Egito, é um dos quatro principais recintos de templos que formam o imenso Complexo de Templos de Carnaque. O recinto é o maior de todos, e o único que está aberto ao público. O complexo de templos era dedicado ao principal deus da Tríade Tebana, Amon, na sua forma de Amon-Ra.
O sítio ocupa aproximadamente 250 000 metros quadrados, e contém diversas estruturas e monumentos. Algumas partes do complexo estão fechadas ou semi-fechadas, como grandes trechos do Eixo Norte/Sul (pilones VIII, IX e X), por estarem sendo escavados ou restaurados. Toda a sua extremidade sudeste está parcialmente fechada. Já o canto noroeste do recinto é ocupado atualmente por um museu.
No sudoeste do recinto encontra-se uma área ao ar livre, com milhões de fragmentos de rocha de todos os tamanhos, dispostos em longas fileiras enquanto aguardam para ser recolocados em seus respectivos locais originais nos monumentos. A área não está fechada, já que os templos de Quespisiquis e Tuéris, abertos ao público, encontram-se nesta parte do recinto. Nesta área também se encontra o Projeto do Templo de Aquenáton, um longo edifício fechado que contém todos os restos do Templo de Amenhotep IV (Aquenáton), demolido.